# Freestyle ai IV Giochi olimpici giovanili invernali
Le gare di freestyle dei IV Giochi olimpici giovanili invernali si sono svolte a Hoengseong e Jeongseon, in Corea del Sud, dal 23 al 31 gennaio 2024. Si sono svolti 12 eventi, 4 in più rispetto a Losanna 2020, con l'introduzione delle gare di gobbe maschile e femminile e di due eventi a squadre.

## Podi

### Ragazzi
| Evento     | Oro             | Punteggio      | Argento              | Punteggio      | Bronzo          | Punteggio       |
| Slopestyle | Henry Townshend | 90,25          | Olly Nicholls        | 85,75          | Jaako Koskinen  | 83,75           |
| Halfpipe   | Luke Harrold    | 94,25          | Finley Melville Ives | 92,50          | Alan Bornet     | 85,00           |
| Big air    | Charlie Beatty  | 177,75         | Olly Nicholls        | 174,50         | Luke Harrold    | 172,25          |
| Gobbe      | Lee Yoon-seung  | Lee Yoon-seung | Porter Huff          | Porter Huff    | Takuto Nakamura | Takuto Nakamura |
| Ski cross  | Niklas Hoeller  | Niklas Hoeller | Janik Sommerer       | Janik Sommerer | Maans Abersten  | Maans Abersten  |

### Ragazze
| Evento     | Oro              | Punteggio        | Argento      | Punteggio    | Bronzo        | Punteggio     |
| Slopestyle | Flora Tabanelli  | 90,50            | Han Linshan  | 81,50        | Muriel Mohr   | 78,75         |
| Halfpipe   | Liu Yishan       | 92,25            | Chen Zihan   | 83,75        | Kathryn Gray  | 79,25         |
| Big air    | Flora Tabanelli  | 180,00           | Daisy Thomas | 172,75       | Muriel Mohr   | 166,00        |
| Gobbe      | Elizabeth Lemley | Elizabeth Lemley | Lottie Lodge | Lottie Lodge | Abby McLarnon | Abby McLarnon |
| Ski cross  | Uma Een          | Uma Een          | Morgan Shute | Morgan Shute | Leena Thommen | Leena Thommen |

### Misti
| Evento              | Oro                                          | Argento                                  | Bronzo                                   |
| Ski cross a squadre | Svezia William Young Shing Alexandra Nilsson | Stati Uniti Walker Robinson Morgan Shute | Svizzera Lorenzo Rosset Valentine Lagger |
| Gobbe a squadte     | Stati Uniti Elizabeth Lemley Porter Huff     | Corea del Sud Yun Shin-ee Lee Yoon-seung | Stati Uniti Abby McLarnon Jiah Cohen     |